# 潜说友

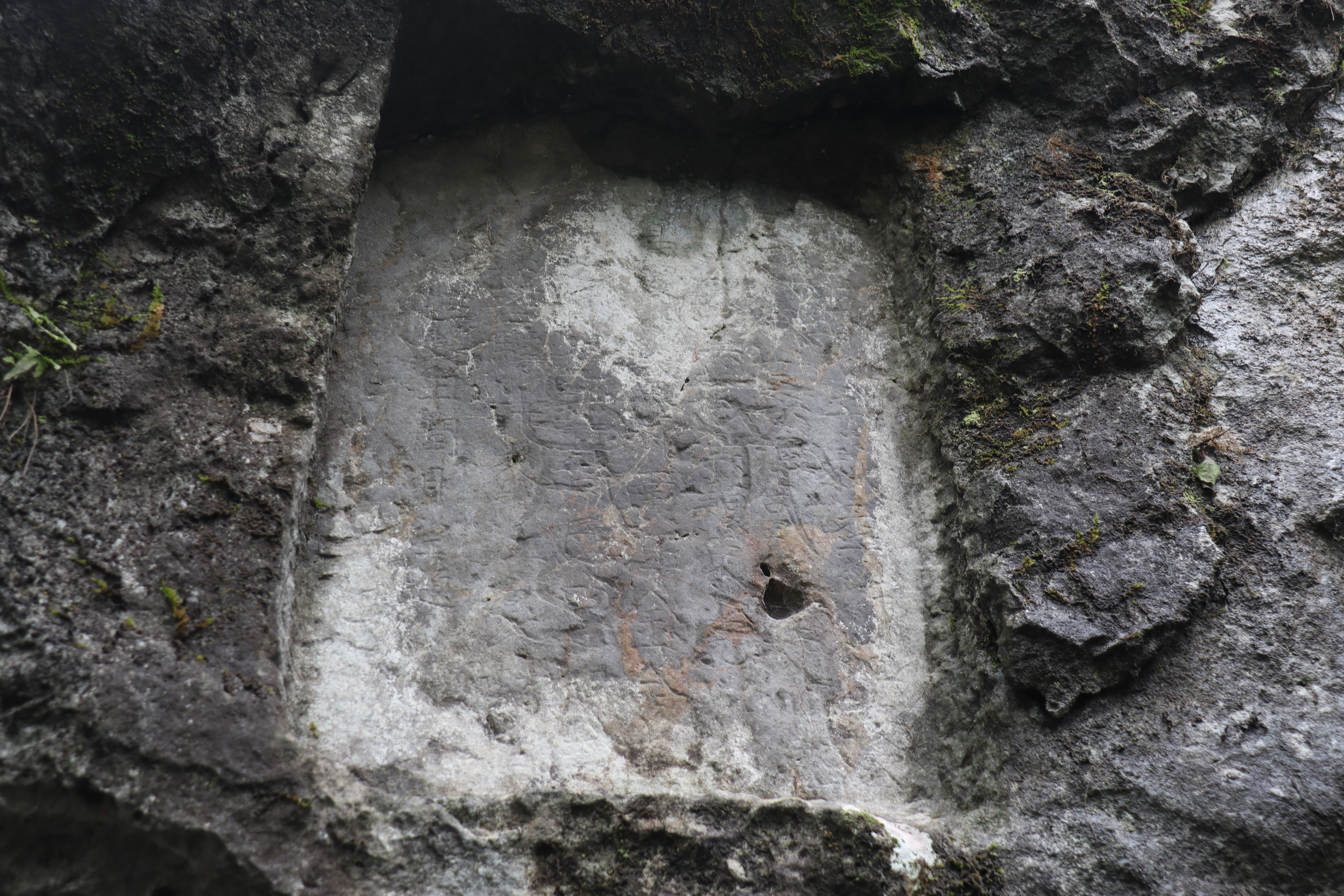
潛說友于飛來峰青林洞的題名，字體為特殊的柳葉篆。

潛說友（1223年—1277年），字君高，号赤壁子，兩浙東路缙云（今浙江）人，祖籍河南道彭城（今江蘇徐州）。

## 生平
南宋淳祐四年（1244年）登進士，历知南康军。咸淳二年（1266年）三月，以樞密院編修官兼權刑部郎官，兼權右司郎官，除秘書丞。同年十一月，知軍器少監，出为两浙转运司判官。咸淳四年（1268年）升两浙转运副使、司農少卿兼知臨安府事，又兼敕令所刪修官。同年，十月五日，升司農卿。咸淳六年（1270年）奏请朝廷，惩办富阳縣县令王積翁，官至權户部尚书，封缙云县开国男，趋附贾似道，跋扈专横，政事一切無所顧讓。德祐元年（1275年）元兵逼平江时弃城逃跑。同年四月，削三官，並奪侍從恩數。五月，贬南安军。景炎二年（1277年）降元，任宣抚使，王积翁为副宣撫使，後李雄作亂將其殺害。

## 著作
著有《咸淳临安志》一百卷，今存九十六卷，收入《四库全书》。